# シェフ救済ライブ
『シェフ救済ライブ』（原題：Chef Aid、直訳：シェフの救済）はアメリカのコメディ・セントラルのテレビアニメシリーズ『サウスパーク』の第27話（シーズン2第14話）である。1998年12月7日に放送された。監督はトレイ・パーカー、脚本はパーカーとマット・ストーン。
内容としてはO・J・シンプソン事件のパロディとなっており、実際に被告弁護人を務めたジョニー・コクランが登場する。エピソード中、コクランによって用いられる「チューバッカ弁論」は、実際にシンプソン事件について論説する専門家に引用されるなど、インターネットミームの1つとなった。また、シェフが多数の著名ミュージシャンの成功に一役買っていたことが明らかになり、ジョー・ストラマー、ランシド、オジー・オズボーン、ウィーン、プライマス、エルトン・ジョン、ミートローフ、リック・ジェームスがゲスト出演する（声も実際に彼らが担当している）。このメインストーリーからはほぼ独立する形で、ギャリソン先生の話も展開され、シーズン2第11話から続いていたハット君との問題が解決する。

## あらすじ
20年前に作った曲をレコード会社が無断で使用していることを知ったシェフは、作曲者として自分の名前をクレジットしてもらうことを求める。ところがレコード会社はこれを拒否し、シェフを業務妨害で訴える。
シェフにはカイルの父が弁護につき、20年前のシェフの録音もあるため、勝訴は確実と思われたが、レコード会社はO・J・シンプソン事件で活躍したジョニー・コクランを雇う。そしてコクランはシンプソンの裁判でも用いたというチューバッカ弁論を用いて陪審員を混乱させ、レコード会社を勝たせる。シェフは裁判所より、24時間以内にレコード会社に200万ドル支払わなければ4年の懲役を受けることを宣告されてしまう。
期限内にもかかわらず、シェフの私物を一切合切取り立てるレコード会社の横暴さに怒ったシェフは、自分もコクランを雇い、逆にレコード会社を提訴することを決める。
シェフが音楽業界の大物たちと交友関係を築いていたことを知ったスタンらは、彼らにお菓子を売って弁護士費用を得ようとする。エルトン・ジョンらがシェフのおかげで現在の地位を築けたこと、今でもシェフに多大な感謝の念を抱いていることが判明し、そのためにお菓子をたくさん買ってもらえたものの、大した金額は集まらなかった。シェフもカイルの母や市長を相手に娼夫をして弁護士費用を稼いでいたが、目標金額には達せず、拘置所に収監される。
その後、スタンらはシェフを助けようと、シェフに恩義のあるミュージシャンたちを集めてチャリティコンサート「シェフ救済ライブ」を開催する。レコード会社の重役はコンサートを妨害するが、シェフへの支援を望む声はコクランに届き、コクランはシェフを無償で弁護することを約束する。
コクランは再びチューバッカ弁論を用いてシェフを勝訴させ、解放されたシェフは自分を助けてくれた人たちに感謝の言葉を述べる。

### ギャリソンのサブストーリー
ギャリソンは相変わらず、ハット君の代わりに小枝君を人形として扱っていたが、ハット君の名前が出るたびに、あたかも別れた彼氏に未練を残し嫉妬する女性のように癇癪を起こしていた。やがて小枝君が何者かに襲われ（ギャリソン自身がやった暗喩的な描写があるが、ギャリソンにはその記憶がない）、ギャリソンは小枝君が本当に人間であるかのように主張して病院や警察を巻き込むが、単なる小枝のため、まともに相手にされない。
やがてハット君が見つかるがギャリソンは再度ヒステリーを起こし、半裸で家の外に出たため拘置所に収監される。なぜ自分が捕まったのかわからず錯乱するギャリソンに、同じく収監されたシェフが分裂症だと指摘するが、ギャリソンは認めない。
その後、車が拘置所の壁に激突したことで、ギャリソンとシェフは脱獄に成功するが、その車の運転席には、人形のはずのハット君がいた。最終的にギャリソンは自分の心に素直になり、ハット君と寄りを戻す。

## チューバッカ弁論と反響
チューバッカ弁論とは、本エピソードで使用される架空の法的戦略であり、陪審員を意図的にかく乱するために用いられる詭弁の一種である。
エピソード中盤、レコード会社が勝訴するきっかけとなるコクランの弁論が以下のものである。
この特に最後の部分が、コクランによる、O・J・シンプソン事件の最終弁論のパロディ・風刺になっている。裁判の過程で検察は殺人現場で発見された血の付いた手袋を被告にはめるよう促したが、手袋が小さすぎてはめるのが容易ではなかった。コクランは最終弁論でこのことを持ちだし、「手袋が入らなかったのなら、皆さんは無罪放免にすべきです!」と陪審員達に主張し、他にもシンプソンを犯人とみなせる有力な証拠があったにもかかわらず、あたかも手袋のみが決定的な証拠であるかのように誘導した。これは最終的にシンプソンが無罪を勝ち取った一因になったと考えられている。
これはそのまま「チューバッカ弁論」として、専門家や著名人に引用されインターネット・ミームとして広がった。

## オリジナルアルバム
このエピソードに基づいた、全21曲のオリジナルアルバムが発売された。内容としてはこのエピソードに登場した楽曲を中心に、それ以前のエピソードで用いられた楽曲や未使用の曲も収録されており、ジャンルを問わない多くの著名なアーティストが参加しているのが特徴である。